# Kotonoha
kotonoha（ことのは）は、2007年から2018年にかけて活動していた日本のガールズユニット。ミュージア所属。

## メンバー
- MOE（もえ、1990年3月14日（34歳） - ）
  - ボーカル担当。ユニット名が平仮名表記であった頃には、ハーモニカとタンバリンも担当とプロフィールに記していた[1]。
  - 島根県松江市出身。島根県立松江商業高等学校卒業[2]。
  - 趣味・特技はショッピング、カフェ巡り、料理[3]。
- YUKA（ゆか、1989年5月14日（35歳） - ）
  - DJ、コーラス担当。ユニット名が平仮名表記であった頃には、ギターとハーモニカも担当とプロフィールに記していた[1]。
  - 島根県松江市出身。島根県立松江商業高等学校卒業[2]。
  - 趣味・特技は探検、散歩、スーパーボールすくい[3]。

## 概要・経歴
2007年6月、高校在学中に同級生だったMOEとYUKAが出会い、『High Hippie』を結成。松江駅でストリートライブを始める。同年12月に『ことのは』と改名。
2008年3月、高校卒業と同時に上京。ストリートライブやライブハウス等で活動し、発売した600枚のCDを完売させる。
2010年1月、松江市の成人式でのライブから、島根を拠点に活動を開始する。
2011年4月、プログラミング言語・Rubyのイメージソングコンテストでイメージソング部門準グランプリを受賞。同年、島根県観光PRキャラクター・しまねっこオリジナルソング「しまねっこのうた」を歌唱。
2014年4月から山陰放送『生たまごBang!』にレギュラー出演し、番組主題歌を担当。同年9月、島根県民会館中ホールにて初のホールコンサートを開催した。
2017年7月5日の『生たまごBang!』の生放送中に、MOEが自らの結婚を公表した。
2018年2月28日の『生たまごBang!』のエンディングで、同年3月末での解散を公表。3月24日の「春のBSSまつり」がラストライブとなった。

## ディスコグラフィ

### シングル
- 1stシングル「Right now!」（2012年3月17日、MUCD-02012）
  1. Right now!
  2. Drawer
  3. lalala… (remix)
  4. 夢の世界へ
- 2ndシングル「NATSUHANA」（2013年7月10日、MUCD-02313）
  1. NATSUHANA
  2. 離れていても…
  3. Are you ready?（松江シティFC公式イメージソング）
  4. 手をつなごう（島根県立島根中央高等学校応援ソング）

### アルバム
- 1stアルバム『GIRLFUL』（2014年9月24日、MUCD-03014）
  1. Intro
  2. AIYAIYA
  3. Bang!Bang!Bang!（山陰放送『生たまごBang!』オープニングテーマ）
  4. NATSUHANA
  5. Do it!
  6. Just me
  7. アイシテル アイシテル アイシテタ feat. 大野瞬
  8. F.M.T.Y.
  9. Re:Make（松江理容美容専門学校CMソング）
  10. 離れていても...
  11. SHINY DAY（山陰放送『生たまごBang!』エンディングテーマ）
  12. Are you ready？ Album ver（松江シティFC公式イメージソング）
  13. しまねっこのうた Album ver（島根県観光PRキャラクター「しまねっこ」オリジナルソング）

### ミニアルバム
- 『音葉（おとのは）』（2010年9月20日、MUCD-01610）
  1. lalala…
  2. 君のために 僕のために（島根電工テレビCMソング）
  3. もしも君が
  4. 逢えない夜には
  5. 東京
  6. 大好きだよ
  7. 路変花
  8. カンナ

### その他
- しまねのお宝おしえるにゃ（作詞：しまねっこーず、作曲：ことのは ゆか）
- ルビーのうた - Rubyイメージソングコンテスト準グランプリ[6]
- サンサン - JAくにびきサンサン村（MABLE山陰ケーブルビジョン）番組主題歌
- Thank you for… - コンピレーションアルバム「ほーむ」（2014年5月、MUCD-02814）収録曲

## ライブ・コンサート
- kotonoha〜girlful〜（2014年9月21日、島根県民会館中ホール）

## 出演

### テレビ番組
- 生たまごBang!（山陰放送） - レギュラー。OP/ED曲も担当。

### ラジオ番組
- 六子のM-Street（エフエム山陰） - コーナーレギュラー。